# Walery Gromadzki
Walery Gromadzki (ur. 1835 w powiecie włodzimierskim, zm. 15 października 1917 w Sławucie) – polski duchowny katolicki, zesłaniec, proboszcz w Tomsku.

## Życiorys
Urodzony w rodzinie ziemiańskiej, był synem Jana herbu własnego i Wiktorii z Niecewiczów; jego starszym bratem był Aleksander Grzegorz, astronom, który w wieku 45 wstąpił do zakonu jezuitów i pięć lat później został księdzem. Walery Gromadzki drogę kapłańską wybrał wcześniej niż brat; kształcił się w szkołach w Łucku i w Równem, a w 1859 ukończył seminarium duchowne w Żytomierzu i przyjął święcenia kapłańskie. Pracował jako wikariusz w Horochowie. Tamże w lutym 1861 został aresztowany i niebawem zesłany na Syberię, gdzie spędził niemal 40 lat. Początkowo za sprawą generał-gubernatora Duhamela sprawował opiekę duszpasterską nad katolikami w Omsku; otoczył też opieką zesłanych powstańców.
Od 1869 przebywał w Tomsku, gdzie w 1883 powierzono mu probostwo parafii katolickiej. Podjął próbę uczynienia z tej miejscowości ośrodka życia religijnego, kulturalnego, narodowego i społecznego. W tym też celu założył przy parafii pierwszą polską bibliotekę w Tomsku. W 1893 obok czytelni parafialnej powstała druga polska biblioteka, prowadzona przez działaczy tajnego stowarzyszenia młodzieżowego, studentów Mieczysława Wiercińskiego i Olgierda Grzegorzewskiego. W prowadzeniu obu bibliotek aktywni byli bracia Aleksander i Adolf Macieszowie. Wiele czasu Gromadzki spędzał na objazdach swojej rozległej, bo liczącej 18 tysięcy mil kwadratowych parafii. Powołał do życia szereg oddziałów Towarzystwa Dobroczynności. Inicjował budowę bądź odnawianie obiektów sakralnych, m.in. w Omsku, Tomsku, Spasku.
W 1899 ks. Gromadzki osiadł w Żytomierzu. Pełnił m.in. obowiązki prokuratora seminaryjnego, prowadził też pracę duszpasterską w okolicznych osadach. Doprowadził do powstania pierwszego na ziemiach ukraińskich kościoła w stylu zakopiańskim — w Nowym Zawodzie. Ostatnie lata życia spędził na Wołyniu w Sławucie jako kapelan księcia Romana Sanguszki. Zmarł w Sławucie jesienią 1917 roku, dwa tygodnie przed napadem żołnierzy rosyjskich na majątek i morderstwem Sanguszki.